# Saint-Juire-Champgillon
Saint-Juire-Champgillon is een gemeente in het Franse departement Vendée (regio Pays de la Loire) en telt 456 inwoners (2005). De plaats maakt deel uit van het arrondissement Fontenay-le-Comte.

## Geografie
De oppervlakte van Saint-Juire-Champgillon bedraagt 20,8 km², de bevolkingsdichtheid is 21,9 inwoners per km².
De onderstaande kaart toont de ligging van Saint-Juire-Champgillon met de belangrijkste infrastructuur en aangrenzende gemeenten.

## Demografie
Onderstaande figuur toont het verloop van het inwonertal (bron: INSEE-tellingen).

1. ↑  Populations de référence 2022.